# Callicostella seychellensis
Callicostella seychellensis är en bladmossart som beskrevs av Ferdinand François Gabriel Renauld 1897. Callicostella seychellensis ingår i släktet Callicostella och familjen Hookeriaceae. Inga underarter finns listade i Catalogue of Life.